# Cojanu, Buzău
Cojanu (în trecut, Gura Aninoasei) este un sat în comuna Berca din județul Buzău, Muntenia, România.
La sfârșitul secolului al XIX-lea, satul era reședința comunei Gura Aninoasei care cuprindea satele Băceni, Botanu, Gura Aninoasei (astăzi, Cojanu), Rătești, Țâțârligu și Viforâta, cu 1260 de locuitori. Pe teritoriul acestei comune se afla mănăstirea Rătești, unde funcționa o școală. În afara mănăstirii, în comună mai existau două biserici de mir. În 1925, comuna Gura Aninoasei fusese deja desființată și inclusă în comuna Târcov. În 1968, și comuna Târcov a fost desființată, satele anterior aparținând comunei Gura Aninoasei revenind comunei Berca.